# جيرارد مونيوث
جيرارد مونيوث (بالإسبانية: Gerard Muñoz Nicolás) (22 فبراير 1993 في إسبانيا - ) هو لاعب كرة قدم إسباني في مركز الهجوم. لعب مع نادي جيرونا وAEC Manlleu ‏ ونادي بالاموس ‏.

## وصلات خارجية
- جيرارد مونيوث على موقع قاعدة بيانات كرة القدم.إي يو (الإنجليزية)
- جيرارد مونيوث على موقع Soccerway.com (الإنجليزية)